# Bee Gees Greatest
Bee Gees Greatest, referido muitas vezes como Bee Gees' Greatest, e mais comumente apenas como Greatest, é um álbum de compilação da banda britânica Bee Gees lançado em 1979. Foi editado em álbum duplo, com 20 faixas. Posteriormente, em 2007, foi relançado com canções e remixes inéditos.
Contém canções em música disco do grupo, várias baladas que fizeram sucesso em sua voz, e uma gravação inédita: "(Our Love) Don't Throw It All Away", que fora um sucesso em 1978 na voz de Andy Gibb. Além disto, foi a primeira aparição em LP das faixas "If I Can't Have You" e "Rest Your Love on Me", b-sides, respectivamente, de "Stayin' Alive" e "Too Much Heaven".
O disco foi muito bem sucedido, alcançando o 1º lugar das paradas em diversos países (ver abaixo), e vendendo cerca de seis milhões e meio de cópias.
| Críticas profissionais                                                      | Críticas profissionais |
| Avaliações da crítica                                                       | Avaliações da crítica  |
| Fonte                                                                       | Avaliação              |
| --------------------------------------------------------------------------- | ---------------------- |
| All Music Guide                                                             | [ 1 ]                  |
| Esta tabela precisa de ser acompanhada por texto em prosa. Consulte o guia. |                        |

## Faixas
Disco 1
1. "Jive Talkin'" — 3:45
2. "Night Fever" — 3:29
3. "Tragedy" — 5:05
4. "You Should Be Dancing" — 4:17
5. "Stayin' Alive" — 4:45
6. "How Deep Is Your Love" — 4:05
7. "Love So Right" — 3:36
8. "Too Much Heaven" — 4:57
9. "(Our Love) Don't Throw It All Away" — 4:05
10. "Fanny (Be Tender with My Love)" — 4:03
11. "Warm Ride" — 3:16 (bônus 2007)
12. "Stayin' Alive" [Promo 12" Version] — 6:59 (bônus 2007)

Disco 2
1. "If I Can't Have You" — 3:21
2. "You Stepped Into My Life" — 3:27
3. "Love Me" — 4:01
4. "More than a Woman" — 3:16
5. "Rest Your Love on Me" — 4:23
6. "Nights on Broadway" — 4:34
7. "Spirits (Having Flown)" — 5:21
8. "Love You Inside Out" — 4:13
9. "Wind of Change" — 4:55
10. "Children of the World" — 3:08
11. "You Should Be Dancing" [Jason Bentley/Philip Steir Remix] — 4:46 (bônus 2007)
12. "If I Can't Have You" [Count da Money Remix] — 4:10 (bônus 2007)
13. "Night Fever" [GRN Remix] — 4:44 (bônus 2007)
14. "How Deep Is Your Love" [Supreme Beings of Leisure Remix] — 4:39 (bônus 2007)
15. "Stayin' Alive" [Teddybears Remix] — 3:23 (bônus 2007)
16. '"More Than A Woman" [Equinox Remix] — 4:04 (bônus iTunes)
17. "Stayin' Alive" (Vídeo - Versão 2) — 3:25 (bônus iTunes)

## Certificações
- Canadá (Music Canada):  2× Platina
- Espanha (PROMUSICAE):   Platina
- Estados Unidos (RIAA):  2× Platina
- Hong Kong (IFPI HK):   Platina
- Irlanda (IRMA):   Platina (edição expandida)
- Nova Zelândia (RIANZ):   Platina
- Reino Unido (BPI):   Platina